# Асеньевское
Асеньевское — деревня в Боровском районе Калужской области. Административный центр сельского поселения «Деревня Асеньевское».
Асень(Осень) — половецкий хан, дед Андрея Боголюбского. Также, протекающая неподалёку Восенка — речка, приток реки Сушка.

## География
Находится на берегу реки Бобровка.

## Население
| 2002 | 2010 |
| ---- | ---- |
| 315  | ↘300 |

## История
В XV веке указано среди «сёл лужецких» в духовной грамоте княгини Серпуховской Елены Ольгердовны от 1433 года.
По материалам Дозора 1613 года «В Лужецком стане ... За Лукьяном Володимеровым сыном Поливанова в поместье половина села Осеновского на речке на Бобровке, ... пустошь Желетова на реке на Лужи».